# Dilmar
Dilmar ist ein Ortsteil und ein Ortsbezirk der Ortsgemeinde Palzem im Landkreis Trier-Saarburg in Rheinland-Pfalz. 

## Geographie
Der von der Landwirtschaft geprägte Ort liegt zwischen Moseltal und Saargau in einer leicht gewellten Talaue, die vom Dilmarbach gebildet wurde.
Nachbarorte neben Palzem selbst im Westen sind die weiteren Ortsbezirke Esingen im Norden und Kreuzweiler im Süden, sowie der Merzkirchener Ortsteil Südlingen im Nordosten und der zur Ortsgemeinde Kirf gehörende Ortsteil Beuren im Osten.  

## Geschichte
Das Dorf wurde urkundlich erstmals 1036 als Dilmere (althochdeutsch für Sumpf oder stehendes Wasser) erwähnt. Die Trierer Abtei St. Matthias war im Mittelalter Grundherr. Eine Kapelle im Ort wird erstmals 1569 erwähnt, die heutige stammt aus dem Jahr 1729.
Bis zur Auflösung von Kurtrier gehörte Dilmar (damals noch mit der Schreibweise Dillmar) zum Amt Saarburg. Die Inbesitznahme des Linken Rheinufers durch französische Revolutionstruppen beendete die alte Ordnung. Der Ort wurde von 1798 bis 1814 Teil der Französischen Republik (bis 1804) und anschließend des Französischen Kaiserreichs, zugeordnet dem Kanton Saarburg im Arrondissement Trier des Saardepartements. Nach der Niederlage Napoleons kam Dilmar 1815 aufgrund der auf dem Wiener Kongress getroffenen Vereinbarungen zum Königreich Preußen. Der Ort gehörte nun dem Kreis Saarburg im Regierungsbezirk Trier an, der 1822 Teil der neu gebildeten Rheinprovinz wurde.
Als Folge des Ersten Weltkriegs war die gesamte Region dem französischen Teil der Alliierten Rheinlandbesetzung zugeordnet. Nach dem Zweiten Weltkrieg  gehörte Dilmar zu den Gemeinden der französischen Besatzungszone, die im Februar 1946 an das Saarland angeschlossen wurden, im Juni 1947 aber auch zu den Orten des Landkreises Saarburg, die wieder zurück gegliedert und Teil des damals neu gebildeten Landes Rheinland-Pfalz wurden.
Im Rahmen der rheinland-pfälzischen Gebiets- und Verwaltungsreform wurde der Landkreis Saarburg auf der Grundlage des „Dritten Landesgesetzes über die Verwaltungsvereinfachung im Lande Rheinland-Pfalz“ mit Wirkung vom 7. Juni 1969 aufgelöst und seine Gemeinden dem neu gebildeten Landkreis Trier-Saarburg zugeordnet. Am gleichen Tag wurde aus den bis dahin selbstständigen Gemeinden Kreuzweiler und Dilmar die neue Gemeinde Kreuzweiler gebildet. Diese wiederum wurde am 17. März 1974 – zusammen mit drei weiteren Gemeinden – nach Palzem eingemeindet.

## Politik
Dilmar ist gemäß Hauptsatzung einer von sechs Ortsbezirken der Ortsgemeinde Palzem. Der Bezirk umfasst das Gebiet der ehemaligen Gemeinde. Auf die Bildung eines Ortsbeirats wurde verzichtet. Die Interessen des Ortsbezirks werden von einem Ortsvorsteher vertreten.
Claudia Jacob (FWG Palzem) wurde am 4. September 2024 Ortsvorsteherin von Dilmar. Bei der Direktwahl am 9. Juni 2024 war sie als einzige Bewerberin mit einem Stimmenanteil von 90,8 % für fünf Jahre gewählt worden. Zuvor war das Amt des Ortsvorsteher vakant, da bei der Direktwahl am 26. Mai 2019 kein Wahlvorschlag eingereicht wurde und auch der Gemeinderat keinen Bewerber fand. Ab dem 31. Oktober 2019 nahm Claudia Jacob dann zunächst die Aufgabe der stellvertretenden Ortsvorsteherin wahr.
Egon Altenhofen hatte das Amt des Ortsvorstehers von 2004 bis 2019 ausgeübt.

## Sehenswürdigkeiten
In der Denkmalliste des Landes Rheinland-Pfalz (Stand: 2021) werden zwei Kulturdenkmäler genannt:
- Römisch-Katholische Filialkirche St. Wendelin und St. Gangolf, Saalbau (bezeichnet 1738), spätromanischer Turm
- Kreuzigungsbildstock (um 1760) in der Gemarkung

## Wirtschaft und Infrastruktur

### Landwirtschaft
Der fruchtbare Muschelkalkboden wird landwirtschaftlich vor allem für Getreidefelder, Wiesen und Viehweiden genutzt. Der Wein- und Obstbau ist dagegen nur von geringer Bedeutung. Seit 1950 ist die Zahl der Landwirte rückläufig.

### Verkehr
Dilmar liegt an der Landesstraße 132. Im Ort zweigen die Kreisstraßen K 114 und K 115 ab.